# Love and Fish

Love and Fish est un film américain réalisé par Reggie Morris, sorti en 1917.

## Fiche technique
- Titre original : Love and Fish
- Réalisation : Reggie Morris
- Photographie : Perry Evenvold
- Production : Mack Sennett
- Société de production : Keystone
- Société de distribution : Keystone
- Pays d’origine :  États-Unis
- Langue originale : anglais
- Format : noir et blanc — 35 mm — 1,37:1 — Film muet
- Genre : comédie
- Durée : une bobine (300 m)
- Date de sortie :
  - États-Unis :27 mai 1917

## Distribution
- Reggie Morris
- Cecile Arnold
- James Donnelly
- Lallah Rookh Hart
- Eddie Gribbon
- James Rowe